# Andinaphis
Andinaphis (лат.) — род тлей из подсемейства Aphidinae (Aphidini). Южная Америка: Аргентина, Чили.

## Описание
Мелкие насекомые желтовато-зеленого цвета, длина около 1-2 мм.
Ассоциированы с двудольными растениями Senecio subumbellatus и другие Senecio. Близки к роду тлей Brachyunguis, в который первоначально включались.
- Andinaphis paradoxa (Mier Durante, Ortego & Nieto Nafría, 1997)
  - =Brachyunguis paradoxus Mier Durante, Ortego & Nieto Nafría